# Degré Dornic
Le degré Dornic est une unité de mesure d'acidité du lait du nom de M. Pierre Dornic, ancien directeur de l'école nationale d'industrie laitière de Mamirolle : 1 °D correspond à 0,1 g d’acide lactique par litre de lait. À l'étranger on utilise le degré Soxhlet-Henkel (°SH) ou le degré Thörner (°Th).
- 2,25 °D = 1 °SH = 2,5 °Th[1]
- 1 °SH = 0,225 g d'acide lactique par litre de lait
- 1 °Th = 0,09 g/l
- 1 °D = 0,1 g/l

L'acidité dornic est la résultante de l'acidité naturelle du lait (liée à sa richesse en protéines et minéraux) à laquelle vient s'ajouter l'acidité développée (grâce à l'action des ferments lactiques qui transforment le lactose du lait en acide lactique).
C'est un indicateur du degré de conservation du lait. Naturellement le lactose contenu dans le lait se dégrade progressivement en acide lactique par les bactéries. Moins un lait est frais, plus il contient d'acide lactique.
Selon la méthode Dornic, le titrage se fait à l'aide d'une solution de soude à N/9 (0,111 mol/l) et de phénolphtaléine en solution alcoolique à 2 % employée comme indicateur (la phénolphtaléine, interdite en établissement scolaire, peut être remplacée par du bleu de thymol ou le rouge de phénol pour une utilisation pédagogique).
On prélève 10 mL de lait, on y ajoute deux gouttes de phénolphtaléine et on verse la soude goutte à goutte jusqu'à obtenir une couleur rose pale (du bleu au jaune dans le cas du BBT). La quantité de soude en mL versée multipliée par 10 correspond au degré Dornic, Ex : 1.8mL de soude versé jusqu'à équivalence correspond à 18 °D.
Cette méthode ne titre pas spécifiquement l'acide lactique puisqu'elle prend aussi en compte les phosphates, citrates, carbonates et sulfates de calcium et de magnésium, ainsi que les protéines, les acides gras et le dioxyde de carbone.
Selon les espèces, les valeurs d'acidité dornic sont les suivantes :
- lait de vache : 14 à 16 °D ;
- lait de chèvre : 12 à 16 °D ;
- lait de brebis : 18 à 22 °D.

Un lait de vache est considéré comme frais si son degré Dornic est inférieur à 18 °D. Un lait caille en chauffant quand son degré Dornic est compris entre 18 °D et 35 °D. Un lait caille à température ambiante quand son degré Dornic est compris entre 35 °D et 80 °D. Un yaourt fermente à un degré Dornic compris entre 80 °D et 100 °D et un yaourt bulgare à un degré Dornic supérieur à 100 °D.